# Tom Adeyemi
Pour les articles homonymes, voir Adeyemi.
Tom Adeyemi, né le 24 octobre 1991 à Norwich, est un footballeur anglais qui évolue au poste de milieu de terrain.

## Palmarès

### En club
- Norwich City
  - Champion d'Angleterre de D3 en 2010.